# نسبة (علم الأسماء)
في الأسماء العربية النسبة هي صفة لقب تشير إلى مكان أصل الشخص أو قبيلته الأصلية أو أسلافه عن طريق الإسناد، وتُستخدم في نهاية الاسم وتنتهي في معظم الأحيان بياء النسبة إلا إذا كانت من الحالات التي لا تدخل عليها ياء النسبة مثل الصفات؛ وللإناث تُضاف التاء المربوطة في النهاية. وهناك قواعد في علم الصرف لحالات تكون فيها النسبة بتغيير الوزن مثل (فَعِيلَة) التي تُنسب على (فَعَلِي) فنقول عن أهل المدينة المنورة (مَدَنِي)؛ وهذه القواعد هي لمنع اللبس؛ وفي حالتنا كي لا تلتبس النسبة بين وزني (فَعِيلَة) و(فَعِيل)، حيث إن وزن (فَعِيل) يُنسب بالياء مثل (قَطِيف) ونسب أهل القطيف بـ(قَطِيفِي).
إن كلمة النسبة هي في الأصل كلمة عربية، ثم انتقلت إلى العديد من اللغات الأخرى مثل التركية والفارسية والهندية والبنغالية والأردية.
في اللغة الفارسية والتركية والأردية، تُنطق وتُكتب دائمًا على النحو التالي: نسبت؛ حيث في الاستخدام العربي، يحدث هذا النطق عندما تُنطق الكلمة في حالتها الإنشائية فقط.
وقد اُعتُمدَت هذه الممارسة في الأسماء الإيرانية وأسماء المسلمين في جنوب آسيا. والشكل الأكثر شيوعًا للنسبة أنها تكون لقب قبيلة أو مهنة أو مدينة.

## الاستخدام في علم الأسماء
الأسماء العربية التقليدية هي أسماء أبوية، حيث يأتي الاسم الكامل للشخص متبوعًا باسم والده، ويرتبط عادةً بـ('ابن'). يمكن أن تكون الأسماء الأبوية طويلة بحيث تشمل جميع الأسلاف المعروفين. عندما يتم تبسيط الاسم إلى واحد أو اثنين من الأسلاف، فقد يصبح من المربك التمييز بينه وبين أسماء أخرى مماثلة؛ في مثل هذه الحالات، تُستخدَم النسب. يمكن إضافته كمحدد إضافي.
وتكون النسبة مُبتدئةً بـ(أل) التعريف.

### الأماكن
- الأفغاني، منسوب إلى أو من أفغانستان
- الألباني، منسوب إلى أو من ألبانيا، مثل محمد ناصر الدين الألباني
- الألماني، منسوب إلى أو من ألمانيا
- الأمريكي، منسوب إلى أو من أمريكا
- الأندلسي، منسوب إلى أو من منطقة الأندلس (شبه الجزيرة الإيبيرية حاليًا)، مثل سعيد الأندلسي، أبو عبد الله يعيش بن إبراهيم بن يوسف بن سماك الأندلسي الأموي
- الأرمني، منسوب إلى أو من أرمينيا الكبرى أو الأرمن
- الأستراباذي – من أستراباذ (جرجان الحديثة)، بلاد فارس
- البغدادي، منسوب إلى أو من مدينة بغداد، مثل الخطيب البغدادي، الجنيد البغدادي
- البقاني – من بلدة بيكان الملكية في ولاية باهانج بماليزيا، مثل محمد فايز هارث البقاني
- البنغالي – من منطقة البنغال أو من أصول بنغالية (خاصة من بنغلاديش)
- البنتني – من محافظة بانتن في إندونيسيا، مثل الشيخ عبد الرؤوف البنتني
- البصري – من البصرة، مثل ابن سعد
- البريطاني – منسوب إلى أو من المملكة المتحدة
- البوسنوي أو البشناقي – منسوب إلى أو من البوسنة، مثل مطرقي ناصح البوسنوي
- البوثوني – من جزيرة بوتون في إندونيسيا، مثل الحاج عبد الغني البوثوني
- الديلمي – من ديلم، شمال إيران
- الدمشقي – منسوب إلى أو من مدينة دمشق، مثل الدمشقي (الجغرافي)، أبو الفضل جعفر بن علي الدمشقي
- الفلمباني – من عاصمة إقليم سومطرة الجنوبية في إندونيسيا، مثل عبد الصمد الفلمباني
- الفنسوري – من بلدة بانكور في منطقة تابانولي الوسطى في شمال سومطرة بإندونيسيا، مثل حمزة الفنسوري
- الفارسي – منسوب إلى أو من منطقة فارس أو بلاد فارس، مثل سلمان الفارسي، سعود الفارسي
- الفطاني – من محافظة فطاني في تايلاند، مثل الشيخ داود الفطاني
- الفلفلاني – من ولاية بينانج في ماليزيا، مثل الشيخ زبير الفلفلاني
- الفلسطيني – منسوب إلى أو من منطقة فلسطين، مثل أبو قتادة الفلسطيني
- الغاري – تعني "الكهف" بالعربية. من منطقة جوا موسانغ (كهف الثعلب) في ولاية كلنتن، ماليزيا، مثل زاميهان الغاري
- الحضرمي – منسوب إلى أو من منطقة حضرموت، مثل العلاء الحضرمي، أحمد الحضرمي، الإمام الحضرمي
- الهمذاني أو الهمداني – من همذان، بلاد فارس
- الحجازي – منسوب إلى أو من منطقة الحجاز، مثل أمل حجازي، فاروق حجازي، أبو العباس الحجازي
- الحمصي – منسوب إلى أو من مدينة حمص، مثل قسطكي الحمصي، ابن نعيمة الحمصي
- الحراري – منسوب إلى أو من مدينة هرر
- العراقي – منسوب إلى أو من العراق، مثل فخر الدين العراقي، عبد الهادي العراقي، أبو أيوب العراقي
- الأصفهاني – من أصفهان، بلاد فارس
- الجنابي – من مدينة جنابة الساحلية في إقليم أرّجان ببلاد فارس
- الجوهري – من ولاية جوهر في ماليزيا، مثل أحمد بن يعقوب الجوهري
- الجرجاني – من جرجان
- الجوزجاني – من جوزجان
- القيرواني – منسوب إلى أو من مدينة القيروان في تونس
- الكلنتني – من ولاية كلنتن في ماليزيا، مثل الشيخ إسماعيل بن عبد المجيد الكلنتني، الشيخ وان علي بن عبد الرحمن الكلنتني
- القدحي – من ولاية قدح في ماليزيا، مثل الشيخ محمود القدحي
- الخوارزمي – منسوب إلى أو من منطقة خوارزم، مثل محمد بن موسى الخوارزمي
- الكويتي – منسوب إلى أو من الكويت، مثل أبو عمر الكويتي، أبو أحمد الكويتي، جندل الكويتي
- اللاهوري – منسوب إلى أو من مدينة لاهور في إقليم البنجاب، باكستان، مثل أستاذ أحمد اللاهوري
- اللبناني – منسوب إلى أو من لبنان، مثل بلال البرجاوي اللبناني
- اللوسنجي – من لوسونغ، كوالا ترينجانو، ماليزيا، مثل عفيف اللوسنجي
- المغربي – منسوب إلى أو من منطقة المغرب، مثل ابن يحيى المغربي السماوي، محمود سليمان المغربي، يوسف المغربي
- المَقَسَّري – من مدينة مكاسر في إندونيسيا، مثل محمد يوسف المقسري
- المصري – منسوب إلى أو من مصر، مثل طاهر المصري، أبو حمزة المصري
- النهاوندي – من نهاوند، إيران
- النجدي – منسوب إلى أو من منطقة نجد في السعودية، مثل قتيبة النجدي
- النيسابوري – من نيسابور، إيران
- القزويني – من قزوين
- القُهستاني – من قهستان
- القُمِّي – من قُمّ، إيران
- الرازي – من الري، إيران
- الرومي – من روما
- الشامي – منسوب إلى أو من بلاد الشام أو سوريا، مثل ناصر الشامي، حسين الشامي، أبو أنس الشامي، أبو همام الشامي
- الشنقيطي – من مدينة شنقيط أو بلاد شنقيط (موريتانيا حاليًا)، مثل أحمد بن الأمين الشنقيطي
- الشيرازي – من شيراز، فارس، بلاد فارس
- السندي – من منطقة السند، مثل محمد حياة السندي
- السنكيلي – من بلدة سنكيل، مقاطعة آتشيه، إندونيسيا، عبد الرؤوف بن علي الفنسوري السنكيلي
- السيستاني / السجستاني / السجزي – من سيستان، بلاد فارس أو إيران الكبرى
- الطبري – من طبرستان، بلاد فارس
- الطنطاوي – من طنطا، مصر، مثل نصر الدين حسن طنطاوي
- الطيفليسي – من طيفليس (تبليسي)، جورجيا
- التهامي – من منطقة تهامة، السعودية
- التكريتي – من مدينة تكريت، مثل صدام حسين عبد المجيد التكريتي، أبو ريتا التكريتي، برزان إبراهيم التكريتي
- التونسي – من تونس، مثل أبو نصر التونسي، أبو أسامة التونسي، علي بن زياد التربلسي التونسي العبسي، نبيلة التونسية
- التركي – من تركيا، مثل أبو يوسف التركي، أزجور التركي، حسن عبد الله هرسي التركي، حسين التركي
- الطوسي – من طوس، خراسان، بلاد فارس
- اليمني – من اليمن
- اليريفاني – من يريفان
- الزيلعي – من منطقة زيلع ومدينة زيلع في القرن الإفريقي، مثل عبد الرحمن الزيلعي
- الرانيري – من بلدة راندر، منطقة سورات، ولاية غوجارات، الهند، مثل نور الدين الرانيري
- السمباسي – من منطقة سمباس في إندونيسيا، مثل محمد جابر السمباسي
- السراواكي – من ولاية سراواك، ماليزيا، مثل مختار سهلي السراواكي
- السيمبلاني – من ولاية نڬري سمبيلن، ماليزيا، مثل محمد موسى الحافظ السيمبلاني
- السبنجي – من مدينة سوبانج جايا، ولاية سلاغور، ماليزيا، مثل كامل أفيق السبنجي
- السمطراني – من جزيرة سومطرة في إندونيسيا، مثل الشيخ شمس الدين السمطراني
- السمباوي – من جزيرة سمباوا في إندونيسيا، مثل الشيخ محمد زين الدين السمباوي
- الترانجانووي – من ولاية ترنڬانو، ماليزيا، مثل إسكندر الترانجانووي
- البخاري – من بخارى، أوزبكستان (وكانت معظم أصولهم من الفُرس سابقًا)
- الترمذي - من بلدة ترمذ بخراسان في بلاد فارس
- النسائي - من بلدة نسا في فارس القديمة
- الدربندي – من دربند، بلاد فارس القديمة (تقع اليوم في روسيا)
- الجزائري – من الجزائر، مثل عبد القادر الجزائري
- الفريدي – من منطقة فاريدبور الكبرى في بنغلاديش، مثل عبد الحق الفريدي
- الخراساني – من خراسان، مثل أبو مسلم، عبد الله بن طاهر الخراساني
- الإسلام آبادي – من مدينة إسلام آباد (تشيتاغونغ حاليًا)، مثل منير الزمان الإسلام آبادي
- المانيري – من مانير شريف، الهند، مثل المخدوم يحيى المانيري
- المروزي – من مرو، خراسان
- الرومي – من بلاد الروم (البلقان وآسيا الصغرى التي تُعرف اليوم بالأناضول في تركيا الحديثة) وتُطلق هذه النسبة أحيانًا على من أصوله يونانية
- السِراجي – من منطقة سراجنج، بنغلاديش، مثل إسماعيل حسين السراجي

### القبائل أو العشائر أو العائلات
- التميمي من قبيلة أو عشيرة بني تميم
- القرشي من قبيلة أو عشيرة قريش . على سبيل المثال: ابن كثير القرشي ، أبو عثمان سعيد بن الحكم القرشي .
- الهاشمي من بني هاشم . ويشار إلى أفراد الأسرة الهاشمية بلقب "الهاشمي".
- الطائي من قبيلة طائي. مثل حاتم الطائي .
- الإسحاقي، من قبيلة أو عشيرة إسحاق في أرض الصومال
- البنجاري، من أهل عرقية بنجار في إندونيسيا ، مثل محمد أرسياد بن عبد الله البنجاري
- المننكاباوي - من أهل عرقية مينانغكاباو في إندونيسيا مثل الشيخ أحمد خطيب المننكاباوي [الإنجليزية] ، الشيخ إسماعيل الخالدي المننكاباوي [الإنجليزية]
- المنديلي - من شعب الماندالي [الإنجليزية] العرقي في إندونيسيا مثل الحاج عبد الرحمن المنديلي

### الناس
- المالكي، نسبه إلى مالك الأشتر، أحد صحابة الإمام علي بن أبي طالب. مثل نوري المالكي.
- الفاروقي، نسب إلى عمر بن الخطاب. مثل الفيلسوف الفلسطيني إسماعيل الفاروقي.

### الإيمان
- الناصري ، وكلمة ناصري تعني " مسيحي "، أو حرفيًا: "ناصري"
- المجوسي ومعناه المجوس " الزرادشتي "
- الفلكي، مع فلك يعني "علم الفلك"، على سبيل المثال الشيخ طاهر جلال الدين الفلكي [الإنجليزية]

### مضاعفات
يمكن أن يكون للشخص أكثر من نسبة واحدة يمكن أن يرتبط الشخص بمدينة أو عشيرة أو مهنة أو شخص في نفس الوقت. وتشمل الأمثلة ما يلي:
- علي بن أبي حزم القرشي الدمشقي ، من قبيلة قريش، من دمشق (دمشق).
- عبد القاهر بن طاهر التميمي الشافعي البغدادي ، من قبيلة بني تميم، من مدينة بغداد، ومن أتباع محمد بن إدريس الشافعي .
- مخدوم يحيى منيري [الإنجليزية] السهروردي الهاشمي المطلبي، من بلدة مانر شريف [الإنجليزية]، من الطريقة الصوفية السهروردية ، من قبيلة بني هاشم وعشيرة عبد المطلب .

إن النسبة اختيارية ولكنها منتشرة على نطاق واسع.

## أمثلة
- نسبة الأنصاري [الإنجليزية] — من الأنصار ، أهل المدينة الذين كان عون النبي محمد
- نسبة الطباطبائي [الإنجليزية] — من كان له والدان سيدان (أي يرجع أبوه وأمه في نسبه إلى النبي محمد)
- نسبة الحنبلي [الإنجليزية] — أحد أتباع مدرسة أحمد بن حنبل في الفقه الإسلامي

## طالع أيضًا
- الاسم العربي
- الكنية (العربية)